# Перипъл
Перипъл или Периплус (на старогръцки: περίπλους, от на старогръцки: περιπλέω, „да плава в кръг /около/, обикаля") е жанр в старогръцката литература, който описва морските и крайбрежни пътешествия по море.
Съвременната наука разделя периплусите на два вида:
1. Собствено описание на пътуване на дълго разстояние
2. Практически, респективно навигационни ръководства за моряците.

Най-ранните известни периплуси от първия вид са от втората половина на 6 век пр.н.е., въз основа на които Авиен прави описание на крайбрежието на Британия, Иберия и Галия. Мореплавания на Ханон Мореплавателя и Химилкон Мореплавателя са известни от края на 6-и и началото на 5 век пр.н.е.. Предходно, макар и оспорвано, е финикийското пътешествие около Африка по времето на фараон Нехо II. В края на 4 век пр.н.е. гръко-македонската флота на Неарх плава от Инд към Ефрат, от което оставя перипъл, използван постфактум от Страбон и Ариан, като са се запазили данни, че са съществували древногръцки периплуси за плавания в Черно море и от Масалия край бреговете на Атлантическия океан.
Втората група периплуси започват да се появяват в средата на 4 век пр.н.е., т.е. непосредствено преди развързването на "гордиевия възел" от Александър Велики. Около 110 г. пр.н.е. бил съставен Периплус на Червеното море, фрагменти от които могат да бъдат намерени в произведенията на Фотий и Диодор Сицилийски. През 1 век пр.н.е. е изготвен „Перипъл на Еритрейското море“ - подробно описание за плавания от Египет до Индия. Повечето от периплусите не са се запазили.